# Battaglia di Gaixia
La battaglia di Gaixia o Kai-Hsia fu combattuta durante la contesa Chu-Han tra le forze di Liu Bang (Han) e Xiang Yu (Chu). La battaglia si concluse con la vittoria di Liu Bang, che si proclamò imperatore della Cina e fondò la dinastia Han.

## Spiegamenti
Xiang Yu (comandante militare oltre che discendente della nobiltà dello stato di Chu), in netta inferiorità numerica, fece costruire un campo fortificato e una linea difensiva , entro la quale dispose le sue truppe, mentre il nemico si disponeva in uno schieramento pronto ad avvolgere l'esercito Chu.

## Battaglia
L'esercito di Liu Bang, guidato sul campo dal generale Han Hsin, il dodicesimo mese dell'anno 202 a.C. attaccò al centro ma fu respinto dalle truppe di Xiang Yu, che si batterono in maniera egregia e con coraggio. Le truppe di Liu Bang, guidate dai generali Kong e Bi, attaccarono successivamente su entrambi i fianchi, e non appena avvenne un accenno di cedimento il generale Han Hsin rinnovò il suo attacco anche al centro. Le truppe di Xiang Yu furono costrette a ritirarsi nel proprio campo trincerato e durante la notte si decise di effettuare una sortita nel tentativo di mettere in salvo la vita al proprio condottiero. Xiang Yu al comando di 800 cavalieri riesce a rompere l'assedio durante la notte, ma le truppe di Han li inseguono con 5000 cavalieri. Dopo diversi, scontri dove Xiang Yu dimostra tutto il suo valore, sul fiume Wujiang viene accerchiato e in netta inferiorità numerica, il coraggioso condottiero mette fine alla sua vita con la sua stessa spada.

## Forze in campo e perdite
Non ci sono notizie certe sulle forze in campo, ma recenti studi parlano di 100 000 uomini a disposizione di Xiang Yu e di circa 300 000 uomini sotto gli stendardi di Liu Bang della Dinastia Han. Le perdite furono elevate per entrambi gli eserciti. L'esercito di Han perse 100 000 uomini e Chu 80 000 uomini morti e 20 000 prigionieri, a dimostrazione dei combattimenti assai cruenti, ma la vittoria delle forze della dinastia Han permise la resa dell'intero esercito di Xiang Yu.